# لوكاس كوتينو
لوكاس كوتينو هو لاعب كرة قدم برازيلي في مركز الوسط، ولد في 12 أغسطس 1996 في ريسيفي في البرازيل. لعب مع Ocala Stampede ‏.